# Fjodor Rüdiger

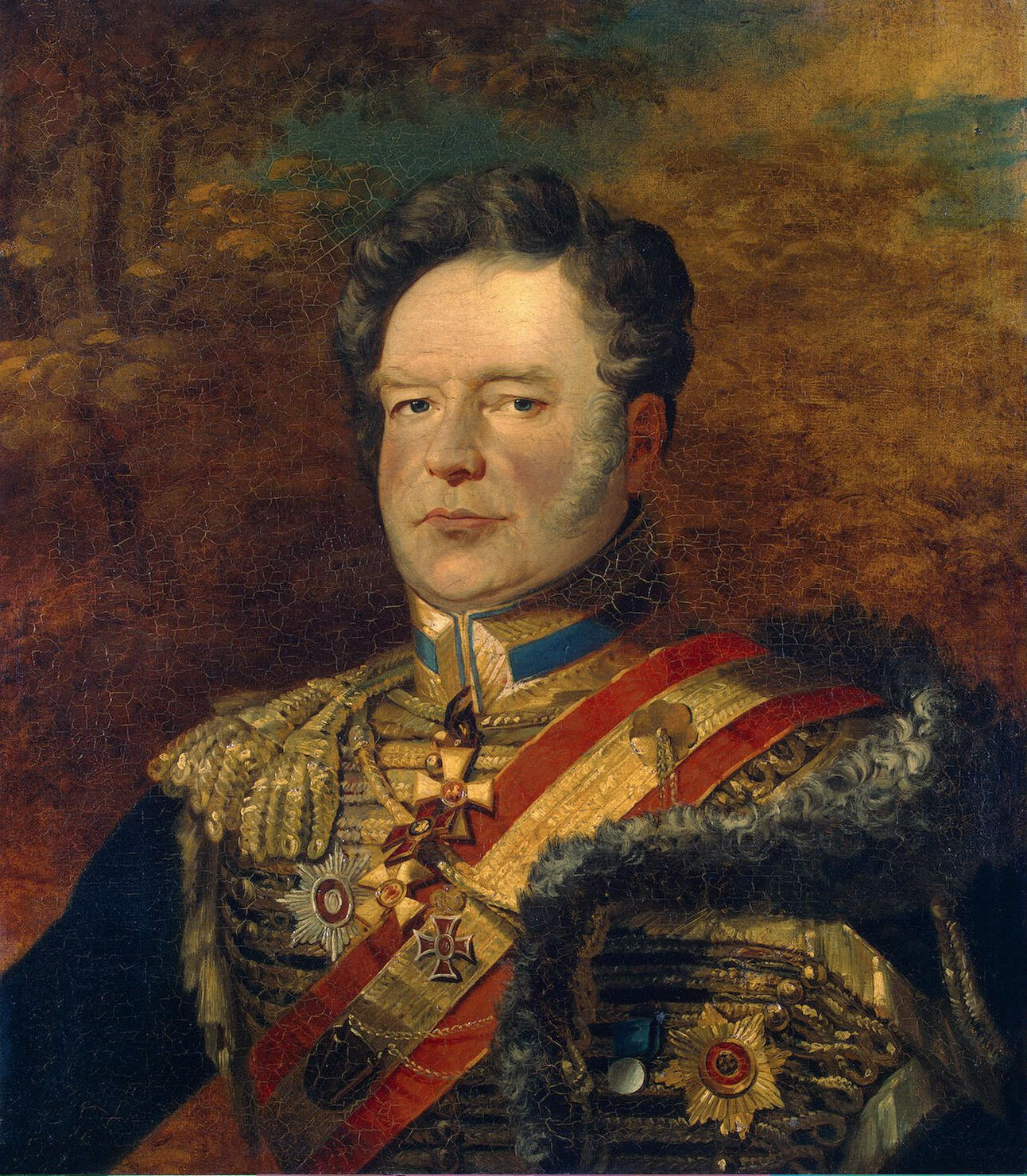
Fjodor Rüdiger.

Fjodor Vasiljevitj Rüdiger (ryska: Фёдор Васильевич Ридигер), född 1783 i Mitau, Semgallen, Kurland, död 11 juni 1856 i Sankt Petersburg, var en rysk greve och militär. 
Rüdiger avancerade under Napoleonkrigen till generalmajor, blev 1826 generallöjtnant och vann flera segrar mot turkarna under kriget 1828–29. I polska fälttåget 1831 slog han Józef Dwernicki vid Boromel och kastade honom in i Galizien (april), segrade vid Lisobyki, gick över Wisła i segertåg, upprev därefter i en serie av träffningar Rosyckis och Kaminskis kårer och ryckte i september in i Kraków. Generalsgrad och grevetitel (1847) blev hans lön. 
Under fälttåget i Ungern 1849 deltog Rüdiger i slaget vid Vác och Debreczen; det var han, som framtvingade Artúr Görgeys kapitulation i Világos den 13 augusti. De följande åren levde Rüdiger – sedan 1850 medlem av ryska riksrådet – mest på stora gods i Polen, en skänk av tsaren. År 1854 var han en tid tillförordnad ståthållare i Polen, där han åtnjöt stor popularitet. År 1855 blev han högste chef för gardena och östersjöhären.